# Episodi de Gli antenati (quarta stagione)
La quarta stagione della serie televisiva Gli antenati, composta da ventisei episodi, andò in onda negli Stati Uniti d'America tra il 19 settembre 1963 e il 12 marzo 1964.
| nº | Titolo originale           | Titolo italiano                | Prima TV USA      | Prima TV Italia |
| -- | -------------------------- | ------------------------------ | ----------------- | --------------- |
| 1  | Ann-Margrock Presents      | I regali di Ann                | 19 settembre 1963 |                 |
| 2  | Groom Gloom                | La prova generale              | 26 settembre 1963 |                 |
| 3  | Little Bamm-Bamm           | Il piccolo orfanello           | 3 ottobre 1963    |                 |
| 4  | Dino Disappears            | La fuga di Dino                | 10 ottobre 1963   |                 |
| 5  | Fred's Monkeyshines        | Fred occhio di lince           | 17 ottobre 1963   |                 |
| 6  | The Flintstone Canaries    | I canarini                     | 24 ottobre 1963   |                 |
| 7  | Glue for Two               | Amici inseparabili             | 31 ottobre 1963   |                 |
| 8  | Big League Freddie         | Fred e il baseball             | 7 novembre 1963   |                 |
| 9  | Old Lady Betty             | Betty vecchia signora          | 14 novembre 1963  |                 |
| 10 | Sleep On, Sweet Fred       | Dormire... sognare... imparare | 21 novembre 1963  |                 |
| 11 | Kleptomaniac Pebbles       | Pebbles cleptomane             | 28 novembre 1963  |                 |
| 12 | Daddy's Little Beauty      | La reginetta                   | 5 dicembre 1963   |                 |
| 13 | Daddies Anonymous          | Anonima padri                  | 12 dicembre 1963  |                 |
| 14 | Peek-a-Boo Camera          | Specchio segreto               | 19 dicembre 1963  |                 |
| 15 | Once Upon a Coward         | Un uomo coraggioso             | 26 dicembre 1963  |                 |
| 16 | Ten Little Flintstones     | Dieci piccoli Flintstones      | 2 gennaio 1964    |                 |
| 17 | Fred El Terrifico          | Fred, il terrifico             | 9 gennaio 1964    |                 |
| 18 | The Bedrock Hillbillies    | Lord Flintstones               | 16 gennaio 1964   |                 |
| 19 | Flintstone and the Lion    | Fred e il leone                | 23 gennaio 1964   |                 |
| 20 | Cave Scout Jamboree        | Riunione di boy scout          | 30 gennaio 1964   |                 |
| 21 | Room for Two               | Una stanza diviso due          | 6 febbraio 1964   |                 |
| 22 | Ladies' Night at the Lodge | La notte delle signore         | 13 febbraio 1964  |                 |
| 23 | Reel Trouble               | Fred cineamatore               | 20 febbraio 1964  | 2 luglio 1978   |
| 24 | Son of Rockzilla           | Il figlio di Rockzilla         | 27 febbraio 1964  | 9 luglio 1978   |
| 25 | Bachelor Daze              | Miliardari                     | 5 marzo 1964      |                 |
| 26 | Operation Switchover       | Fred il casalingo              | 12 marzo 1964     | 16 luglio 1978  |